# Geodätische Hauptaufgabe
Als geodätische Hauptaufgaben versteht man in der Geodäsie zwei wichtige Arten der Koordinatentransformation, nämlich jene von rechtwinkligen in (geodätische) Polarkoordinaten und umgekehrt.

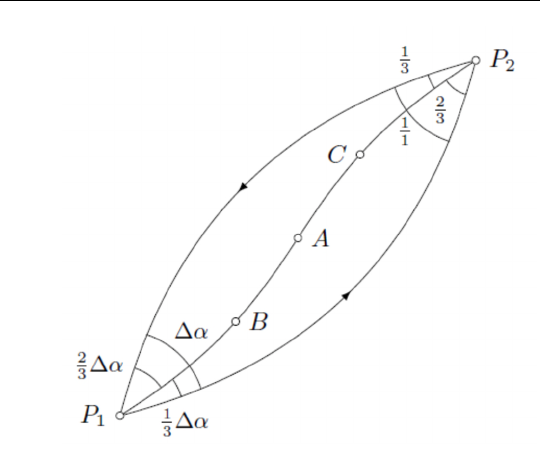
Am Ellipsoid: Normalschnitt von Standpunkt P1 zu Zielpunkt P2. Gegennormalschnitt von Standpunkt P2 zu Zielpunkt P1. Die Geodätische verläuft dazwischen, ihr Azimut teilt die Azimutdifferenz der beiden Normalschnitte im Verhältnis von ca. 2:1. Als Richtungs- und Distanzdaten für Polarkoordinaten kommen sowohl die gemessenen und reduzierten Daten der Normalschnitte als auch jene der Geodätischen in Frage.

Als rechtwinklige Koordinaten sind neben den ebenen Koordinaten einer Landkarte (x, y) auch die geografischen bzw. normalen geodätischen Koordinaten auf dem Erdellipsoid zu verstehen, weil sich diese Koordinatenlinien (Breite und Länge) auf der Erdoberfläche rechtwinkelig schneiden, die Parameterlinien bilden ein orthogonales Netz.
Als Polarkoordinaten kommen sowohl Richtungs- und Distanzmessungen durch Visuren in Frage (Azimute von Normalschnitten, Distanz entlang einer Visurlinie bzw. reduzierte Distanzen), als auch geodätische Polarkoordinaten (Azimut einer Geodätentangente im Standpunkt, Bogenlänge entlang der Geodätischen). Dabei ist zu beachten, dass – im Unterschied zur Sphäre – auf einem Sphäroid oder Ellipsoid Normalschnitt und Gegennormalschnitt im Allgemeinen nicht zusammenfallen, die Geodätische verläuft zwischen diesen mit eigenem Azimut.
Die geodätischen Hauptaufgaben sind in der Ebene einfach zu lösen durch die Umrechnung von kartesischen in (Kreis-)Polarkoordinaten mit ebener Trigonometrie. Die Geodätischen durch einen Punkt sind Gerade, ihre Orthogonaltrajektorien sind Kreise. Auf einer Sphäre (Kugeloberfläche) wird sphärische Trigonometrie benötigt, die Geodätischen liegen auf Großkreisen. Auf einem Sphäroid oder Ellipsoid, den typischen Referenzflächen in der Geodäsie, sind die Lösungen der Hauptaufgaben bereits so kompliziert, dass umfangreichere Rechenverfahren eingesetzt werden müssen, zB. mit Hilfe elliptischer Funktionen oder Näherungsberechnungen.

## Erste und zweite Hauptaufgabe
Die 1. Hauptaufgabe (polar ⇒ rechtwinklig) entspricht der Übertragung von Messungen (Richtung und Distanz) auf das ebene Koordinatensystem eines Plans oder einer Karte. Horizontierte Richtungsmessungen mittels Visuren entsprechen der Bildung von Normalschnitten auf der Bezugsfläche. Im einfachsten Fall einer horizontalen Ebene als Bezugsfläche nimmt man Richtung und Länge der orthogonal auf die Ebene projizierten Visurlinie, die Länge ist dabei weder höhenreduziert noch projektionskorrigiert. Ggf. sind entsprechende Korrekturen anzubringen. Nichtebene Bezugsflächen (Sphäre, Sphäroid, Ellipsoid) benötigen weitergehende Betrachtungen, Reduktionen und Berechnungen.
Die 2. Hauptaufgabe (rechtwinklige ⇒ Polarkoordinaten) entspricht z. B. der Berechnung von Richtung und Distanz zwischen zwei Vermessungspunkten mit gegebenen orthogonalen Landeskoordinaten. Auch hier sind entsprechende Reduktionen und Korrekturen zu berücksichtigen.
Die Position von Vermessungspunkten oder anderen Fixpunkten wird im Regelfall als Gauß-Krüger- bzw. als UTM-Koordinaten in Metern angegeben (x, y bzw. Northern, Eastern bzw. Hochwert, Rechtswert). In der Landesvermessung sind in Mitteleuropa linkshändige Bezugssysteme in Gebrauch, auch Azimute werden von der Nordrichtung aus im Uhrzeigersinn über Osten, Süden, Westen positiv gemessen.
Die korrekte Erfassung des Zusammenhangs eines Naturmaßes mit geometrischen Größen (wie zB. höhenreduzierte Lagekoordinaten am Bezugsellipsoid) benötigt entsprechende einschlägige geodätische Fachkenntnisse über Geodätisches Datum, Reduktionen, Korrekturen, Projektionen, Höhenbezugssysteme und Lotabweichungen. Eine naive Vorgehensweise, zB. mit nur Schulgeometrie der Euklidischen Ebene, kann in der Geodäsie und im Vermessungswesen zu grob falschen Ergebnissen führen. Bei größeren Objekten (zB. Tunnelbau mit entfernten Portalen) und Höhenlagen (zB. hochalpines Gebiet) reicht eine einfache Umrechnung von kartesischen in ebene (Kreis-)Polarkoordinaten mittels ebener Trigonometrie typischerweise nicht aus.

## Punktentfernungen, Genauigkeit, Referenzflächen
Sind die gegenseitigen Distanzen D zweier Punkte -- bzw. ihre Koordinatendifferenzen dx, dy -- nicht größer als etwa 5 km, dann können sie direkt in die jeweils andere Koordinatenart umgerechnet werden:
{\displaystyle \mathrm {d} x=D\cos(R),\mathrm {d} y=D\sin(R)}
mit der Distanz {\displaystyle D} und dem Richtungswinkel (Azimut) {\displaystyle R}.
Bis Entfernungen von einigen Kilometern ist dies etwa cm-genau. Bei größeren Strecken muss die Projektionsverzerrung berücksichtigt werden, und ab etwa 20 km muss man auf kompliziertere Formeln übergehen:
Je nach Komplexität der verwendeten Rechenfläche (Ebene, Kugel, Referenzellipsoid, Geoid) muss daher die mathematische Formulierung der Hauptaufgaben unterschiedlich konzipiert werden. In der Ebene – wie sie etwa für die Vermessung von Grundstücken und für großmaßstäbliche Landkarten genügt – beschränkt sie sich auf ebene Winkelfunktionen und ebene Trigonometrie, wie im obigen Formelbeispiel.
Die analoge Aufgabe auf der Erdkugel benötigt bereits einige Formelzeilen aus der sphärischen Trigonometrie, während die exakte Lösung der Aufgabe auf dem Erdellipsoid sogar einen Formelapparat von etwa 1 Seite erfordert. In der Geodäsie, Geophysik oder Langstrecken-Navigation sind solche Berechnungen auf zweifach gekrümmten Flächen unumgänglich. Dieselbe Aufgabe auf dem Geoid oder auf komplizierter geformten Himmelskörpern wie Mars oder manche Kleinplaneten ist sogar nur iterativ lösbar. Mehrere geodätisch tätige Mathematiker der letzten Jahrhunderte (beispielsweise Gauß, Bessel, Legendre, Laplace, Hilbert) oder jüngst Grafarend und andere haben dafür entsprechende Lösungen erarbeitet.